# Fort-Dauphin (flygplats i Madagaskar)
Fort-Dauphin är en flygplats i Madagaskar. Den ligger i den södra delen av landet, 700 km söder om huvudstaden Antananarivo. Fort-Dauphin ligger 8 meter över havet.
Terrängen runt Fort-Dauphin är platt söderut, men åt nordväst är den kuperad. Havet är nära Fort-Dauphin åt sydost.  Närmaste större samhälle är Fort Dauphin, 2,8 km öster om Fort-Dauphin. 